# La Sylphe
Edith Lambelle Langerfeld (3 de julio de 1883 - 20 de diciembre de 1968) conocida profesionalmente como La Sylphe, fue una bailarina exótica estadounidense que logró convertirse en una sensación mientras actuaba en el Folies Bergère en la década de 1890.

## Primeros años
Edith Lambelle Langerfeld nació el 3 de julio de 1883 en la ciudad de Nueva York, siendo hija de Arthur H. Langerfeld (1855–1931) y Margaret Ann Douglas Langerfeld (c. 1854–1943). Su padre era alemán, nacido en Elberfeld en la Renania del Norte-Westfalia, ahora parte de Wuppertal, mientras que su madre procedía de Loughgall, un pequeño pueblo ubicado en el condado de Armagh, Irlanda del Norte. La Biblioteca del Congreso tiene en su colección una fotografía de Arthur Langerfeld con una de las máquinas que inventó para su uso en la extracción de carbón. Edith tenía un hermano mayor, Wallace Douglas Langerfeld, que nació el 27 de agosto de 1877.
Langerfeld fue llevada al extranjero por su madre cuando tenía seis años, cuando comenzó a bailar. Las leyes de los Estados Unidos le impidieron actuar en el teatro cuando era niña. Viajó durante ocho años, realizando dos viajes alrededor del mundo. Gran parte del tiempo lo pasó en Londres, Inglaterra, Milán, Italia, París, Francia y Bruselas, Bélgica. La Sylphe llegó a dominar cinco idiomas. Fue bailarina principal en el Alhambra Theatre de Londres durante su segunda gira mundial. Esta fue una de las posiciones más lucrativas en el mundo del baile. Pronto se presentó durante dos temporadas en el Folies Bergère.[cita requerida]
Hizo su debut en los Estados Unidos a la edad de 14 años, donde hizo su primera aparición en la costa del Pacífico. Bailó en la ciudad de Nueva York a partir de 1899. Allí presentó su interpretación de la danza La visión de Salomé.

## Bailarina de vodevil

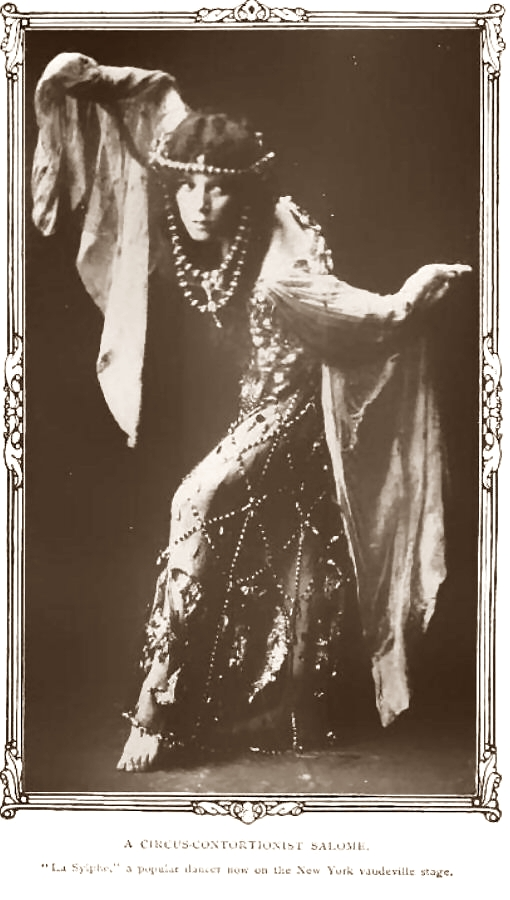
La Sylphe Salome Dance c. 1908

La popularidad de La Sylphe en Estados Unidos aumentó después  de que Salomé de Richard Strauss fuera prohibida por la Metropolitan Opera en 1907. Ella llamó a sus actuaciones The Remorse of Salome. Comprendió la danza corporal del Lejano Oriente, que se había denominado "houchee kouchee" cuando se observó por primera vez en la Exposición Mundial Colombina en 1893. Formó parte de un espectáculo de vodevil en Koster & Bial's Music Hall en octubre de 1899. Bailó en una escena de un baile francés incluida en un sketch titulado Around New York In Eighty Minutes. Una reseña la describió como "una mujer joven que aparentemente estaba hecha de músculos pero sin huesos, y que haría que un contorsionista común se pusiera verde de envidia ante su charla sobre flexibilidad". Su cintura estaba cubierta solo por varios metros de perlas. En ocasiones, usaba medias o una falda de valla y un corpiño de telaraña. Una vez se quejó de que el corpiño estaba demasiado abrigado y amenazó con dejarlo para el desfile del día siguiente. Aunque sus apariciones a menudo provocaban conmoción, La Sylphe confesó que sus actuaciones en Nueva York fueron mansas en comparación con las que dio anteriormente en Europa. Realizó una interpretación lo más cercana posible de su "danza del vientre" como se atrevió, dadas las convenciones estadounidenses. Sin embargo, admitió que una interpretación más precisa de la danza de Salomé habría seguido más de cerca las danzas de Oriente.
La Sylphe firmó con Martin Beck, gerente general del Orpheum Theatre, para una gira en 1908. Debutó en Oakland, California en marzo. Bailó en Keith & Proctor's Harlem Opera House en 125th Street en Harlem bajo la atenta mirada de un teniente de policía de la ciudad de Nueva York y un escuadrón de paisanos, en julio de 1908. Su repertorio comenzó con una pirueta llamada la danza clásica. Este fue un baile clásico de dedos de los pies. Durante su gigolette parisina apareció sin medias. Mientras se preparaba para la Danza Salomé, imágenes en movimiento de sus actuaciones se mostraban en una pantalla blanca. Los hombres en su mayoría permanecieron en sus asientos en este momento, mientras que las mujeres en la audiencia a menudo se apresuraban a tomar aire fresco. James J. Corbett, dando un monólogo, también estaba en el cartel, al igual que Bedini and Arthur, que hicieron un burlesque de La Sylphe. El 20 de julio, La Sylphe alteró un poco su rutina. En lugar de un baile con los dedos de los pies, realizó un baile de castañuelas españolas disfrazada, lo que le valió una respuesta entusiasta de la audiencia. La semana siguiente estuvo en el Teatro de la Quinta Avenida. Allí extendió la longitud de su baile de Salomé, que fue embellecido con la adición de escenografía. La cabeza de Juan el Bautista no apareció en el nuevo programa. En cambio, el escenario incluía una escena del desierto que representaba un monolito, frente al cual se quemaba incienso.
Joseph M. Gaites contrató a La Sylphe para una gira con Follies of 1907 durante un período de treinta y cinco semanas a fines de julio de 1908. Al regresar a Keith & Proctor's a principios de agosto, agregó un nuevo baile llamado The Devil a su repertorio.
La Sylphe estaba en el elenco de George White's Scandals de1919. El espectáculo era una revista en dos actos con dieciocho escenas. White estaba entre los actores, al igual que la bailarina Ann Pennington. La Sylphe hizo un baile acrobático para una noche de verano en junio. Scandals of 1920 se representó en el Globe Theatre (Lunt-Fontanne Theatre) y fue una revista en dos actos, con dieciocho escenas. La Sylphe proporcionó una rutina de contorsionista en la primera mitad del espectáculo. Otros actores destacados fueron Pennington, White, Lou Holtz, y Lester Allen. La música para la presentación del verano de 1920 fue de George Gershwin, con letra de Arthur Jackson Arthur Jackson. La Sylphe también fue parte de Greenwich Village Follies.

## Ballerina
Fue artista invitada en el Carnegie Hall en abril de 1928. La Dance Art Society, una organización cooperativa de producción, incluyó a treinta de sus miembros en el ballet presentado, titulado The Mills of the Gods. Bailó en una diminuta arlequinada y una composición de Beardsleyesque llamada The Faun and the Peacock. La Sylphe fue la bailarina del American Ballet Guild en 1930. Al mismo tiempo, Ariel Millais era el maestro de ballet.

## Muerte
Edith Lambelle Langerfeld murió a los 85 años el 20 de diciembre de 1968, en Greenwich, Connecticut.